# Babylon Orchester Berlin
Das Babylon Orchester Berlin wurde 2019 gegründet. Es ist ein freies Orchester, das in enger Kooperation mit dem Babylon Berlin das erste Hausorchester eines Kinos seit dem Ende Stummfilmzeit ist. Es spielt vorwiegend Stummfilmkonzerte mit Originalrepertoire der 1920er und 1930er Jahre.

## Geschichte
Seit seiner Gründung im Jahr 2019 spielt das Orchester am Babylon eine seit den 1920er Jahren nicht mehr erreichte Anzahl von Liveorchester-Aufführungen. 2019 waren es 49 ausverkaufte Vorstellungen für insgesamt mehr als 24.000 Personen. Unterbrochen von der Corona-Pandemie, spielte es 2020 und 2021 insgesamt 54 ausverkaufte Konzerte. 2022 und 2023 waren es 77 bzw. 79 Konzerte. Diese Häufigkeit ist weltweit einmalig, ebenso wie ein Hausorchester in einem Kino im 21. Jahrhundert. Die Aufführungen sind ein Alleinstellungsmerkmal im Berliner Kulturleben.
Die Orchesterbesetzung besteht aus 20–36 professionellen Musikerinnen und Musikern Berlins, mit langjähriger Berufserfahrung in renommierten Orchestern.
Seit 2023 unternimmt das Orchester Gastspiele in München am Filmtheater Sendlinger Tor und spielte im Januar 2024 im Olympia in Athen.

## Dirigenten

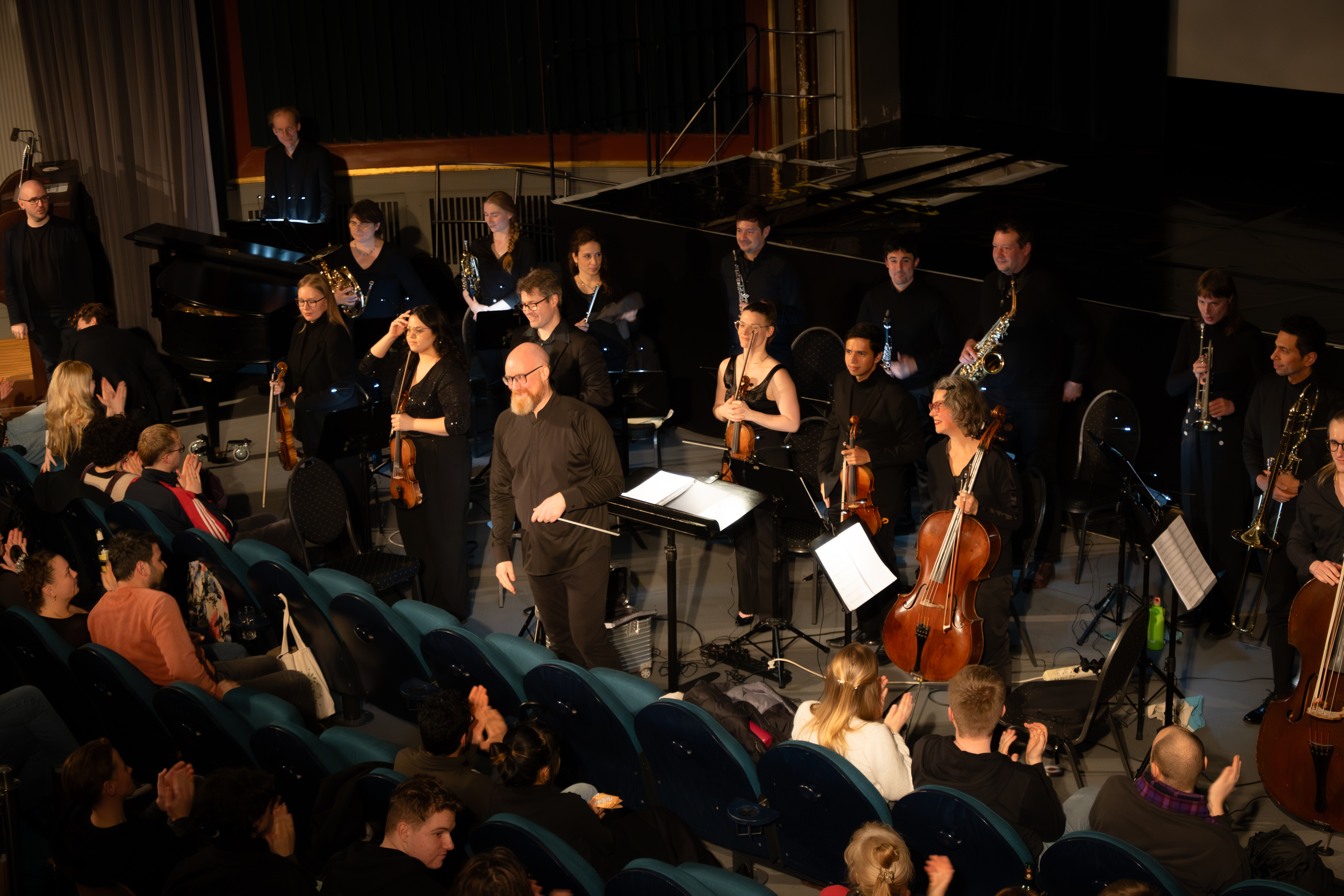
Ben Palmer dirigiert das Babylon Orchester Berlin

2019 und Anfang 2020 dirigierte Marcelo Falcão das Orchester. Nach der Coronapandemie im Herbst 2020 fand ein Wechsel zur Öffnung für verschiedene Dirigentinnen und Dirigenten statt. Seitdem dirigieren Ben Palmer das Orchester als Chefdirigent, sowie Stefanos Tsialis, George Morton, Nefeli Chadouli, Miguel Pérez Iñesta und Günter Buchwald. Gastdirigenten waren auch Carl Davis, Helmut Imig und Matt Dunkley.

## Repertoire
Zum Repertoire des Orchesters gehören Filme wie:
- Anders als die Andern, D 1919, Regie: Richard Oswald, Musik: Hans Brandner (basierend auf P. I. Tschaikowski)
- Das Cabinet des Dr. Caligari, D 1920, Regie: Robert Wiene, Musik: Giuseppe Becce (Arrangement: Hans Brandner, Marcelo Falcão)
- The Kid, USA 1921, Regie: Charlie Chaplin, Musik: Charlie Chaplin (Arrangement: Timothy Brock)
- Die Bergkatze, D 1921, Regie: Ernst Lubitsch, Musik: Hans Brandner
- Dr. Mabuse, der Spieler Teil I und II, D 1922, Regie: Fritz Lang, Musik: Mark Scheibe
- Nosferatu – Eine Symphonie des Grauens, D 1922, Regie: Friedrich Wilhelm Murnau, Musik: Hans Erdmann (Arrangement: Hans Brandner, Marcelo Falcão)
- Rosita, USA 1923, Regie: Ernst Lubitsch, Musik: Louis F. Gottschalk
- Goldrausch, USA 1925, Regie: Charlie Chaplin, Musik: Charlie Chaplin (Arrangement: Timothy Brock)
- Lady Windermeres Fächer, USA 1925, Regie: Ernst Lubitsch, Musik: Carl Davis
- Panzerkreuzer Potemkin, SU 1925, Regie: Sergei Eisenstein, Musik: Edmund Meisel
- So ist Paris, USA 1926, Regie: Ernst Lubitsch, Musik: Helmut Imig
- Metropolis, D 1927, Regie: Fritz Lang, Musik: Gottfried Huppertz (Arrangement: Hans Brandner, Ben Palmer)
- Berlin – Die Sinfonie der Großstadt, Regie: Walter Ruttmann, Musik: Edmund Meisel (Arrangement: Hans Brandner)
- Der Mieter, USA 1927, Regie: Alfred Hitchcock, Musik: Neil Brand
- Der Zirkus, USA 1928, Regie: Charlie Chaplin, Musik: Charlie Chaplin (Arrangement: Timothy Brock)
- Das neue Babylon, SU 1929, Regie: Grigori Kosinzew / Leonid Trauberg, Musik: Dimitri Schostakowitsch
- Fräulein Else, D 1929, Regie: Paul Czinner, Musik: Hans Brandner / Marcelo Falcão
- Lichter der Großstadt, USA 1931, Regie: Charlie Chaplin, Musik: Charlie Chaplin (Arrangement: Timothy Brock)
- Moderne Zeiten, USA 1936, Regie: Charlie Chaplin, Musik: Charlie Chaplin (Arrangement: Timothy Brock)

## Presse
- das Orchester 2019/11[5]
- Radio France International rfi, 20. Januar 2023[6]
- Berliner Morgenpost, 4. Mai 2023[7]
- Münchner Merkur, 29. November 2023[3]
- ERT News Athens, 19. Januar 2024[4]
- Süddeutsche Zeitung, 26. Januar 2024[8]